# 愛知県道156号小渕江南線
愛知県道156号小渕江南線（あいちけんどう156ごう おぶちこうなんせん）は、愛知県丹羽郡扶桑町から同県江南市に至る一般県道である。

## 概要

### 路線データ
- 起点：愛知県丹羽郡扶桑町大字小渕（愛知県道183号浅井犬山線交点）
- 終点：愛知県江南市江森町南（愛知県道64号一宮犬山線・愛知県道179号宮後小牧線交点）

## 沿革
- 1959年（昭和34年）12月15日：認定[2]

## 路線状況

### バイパス
- 愛知県道192号草井羽黒線（仲畑交差点 - 般若中山南交差点で重複）

### 別名
- 愛岐跨線橋通り（江南市）

## 通過する自治体
- 愛知県
  - 丹羽郡
    - 扶桑町

  - 江南市

## 交差する道路
- 愛知県道183号浅井犬山線（巡見街道）（小渕交差点）
- 愛知県道192号草井羽黒線（仲畑交差点）
- 愛知県道194号斎藤羽黒線（斉藤交差点）
- 愛知県道64号一宮犬山線（江南中央道）・愛知県道179号宮後小牧線（バイパス、愛岐跨線橋通り）（江森町南交差点）

### 沿線
- 扶桑町立山名小学校
- 江南市立古知野北小学校